# Discurs de Vladímir Putin a Múnic
El discurs de Vladímir Putin a Múnic va ser pronunciat pel president rus a Alemanya el 10 de febrer de 2007 a la Conferència de Seguretat de Múnic.
El discurs contenia punts significatius de la futura política de Rússia dirigida per Putin.

## Sinopsi
Putin va criticar el que va anomenar el domini monopolístic dels Estats Units en les relacions globals i el seu "hiper ús gairebé incontrolat de la força en les relacions internacionals". El discurs va arribar a ser conegut, sobretot a Rússia, com el discurs de Múnic. Va dir que el resultat d'aquest domini va ser que,
| « | […] ningú se sent segur! Perquè ningú pot sentir que el dret internacional és com un mur de pedra que el protegirà. Per descomptat, aquesta política estimula una carrera armamentística. | » |

Putin va citar un discurs de Manfred Wörner de 1990 per argumentar la seva posició que l'OTAN va fer una promesa vinculant de no expandir-se a nous països d'Europa de l'Est:
| « | Aleshores va dir que: "el fet que estiguem disposats a no situar un exèrcit de l'OTAN fora del territori alemany dona a la Unió Soviètica una ferma garantia de seguretat". On són aquestes garanties? | » |

Putin es va oposar públicament als plans per a l'escut antimíssils dels EUA a Europa, i va presentar al president George W. Bush una contraproposta el 7 de juny de 2007 que va ser rebutjada. Rússia va suspendre la seva participació en el Tractat de les Forces Armades Convencionals a Europa l'11 de desembre de 2007 argumentant què:
| « | Han passat set anys i només quatre estats han ratificat aquest document, inclosa la Federació Russa. | » |

## Resposta
En resposta, l'exsecretari de l'OTAN, Jaap de Hoop Scheffer, ho va qualificar de "decebedor i poc útil". Els mesos posteriors al discurs de Múnic van estar marcats per la tensió i l'augment de la retòrica a banda i banda de l'Atlàntic, tot i que tant els funcionaris russos com els nord-americans van negar la idea d'una nova Guerra Freda. L'Institut Polonès d'Afers Internacionals ha descrit la citació de Putin del discurs de Manfred Wörner com a mancada de context adequat, afirmant que el discurs de Wörner "de fet, només es referia al no desplegament de les forces de l'OTAN al territori d'Alemanya de l'Est després de la reunificació".

## Seguiments
Més tard Putin va fer altres discursos que es van anomenar "continuacions del discurs de Múnic". Això inclou:
- El discurs de Vladimir Putin sobre Crimea a Moscou, 18 de març de 2014
- El discurs de Vladimir Putin sobre Valdai a Sotxi, 24 d'octubre de 2014
- El discurs a l'Assemblea General de les Nacions Unides a Nova York, 28 de setembre de 2015 ("Em demanem que pregunti als qui van crear aquesta situació: almenys us adoneu ara del que heu fet?")[11]